# Giovanni XIX di Alessandria
Papa Giovanni XIX o Abba Youannis XIX (al secolo البابا يوأنس التاسع عشر; Dair Tasa, 1855 – Egitto, 21 giugno 1942) è stato un vescovo cristiano orientale egiziano, papa della Chiesa ortodossa copta e 113º Patriarca di Alessandria tra il 1928 e il 1942.

## Carriera ecclesiastica
Entrò nel monastero di Paromeos nel deserto di Nitria come monaco e fu inviato in Grecia per studiare teologia. Successivamente, Papa Cirillo V lo nominò metropolita.

### Papato
Prima di diventare papa, Giovanni XIX era il metropolita di Al Beheira in Egitto; è stato il primo vescovo/metropolita di un'eparchia a diventare Papa nella storia della Chiesa copta ortodossa:prima di lui la tradizione era quella di nominare un monaco alla sede patriarcale.
Alcuni sostengono che la scelta del vescovo come papa (e vescovo) della città di Alessandria non fosse canonica (contraria al canone 15 di Nicea e ad altri concili e canoni della Chiesa). Questo problema ha causato una disputa in corso dal 1928 nella Chiesa copta ortodossa.